# The New Indian Express
Ne doit pas être confondu avec The Indian Express.
The New Indian Express est un journal quotidien indien de langue anglaise publié par Express Publications, basé à Chennai. Il est créé en 1932, sous le nom de The Indian Express par P. Varadarajulu Naidu (en). En 1991, après la mort du propriétaire Ramnath Goenka (en), sa famille scinde le groupe en deux sociétés. Au départ, les deux groupes se partagent le titre Indian Express, ainsi que les ressources rédactionnelles et autres. Mais le 13 août 1999, les éditions du nord, dont le siège est à Mumbai, conservent le nom d'Indian Express, tandis que les éditions du sud deviennent The New Indian Express.